# Ophiusa hottentota
Ophiusa hottentota är en fjärilsart som beskrevs av Achille Guenée 1852. Ophiusa hottentota ingår i släktet Ophiusa och familjen nattflyn. Inga underarter finns listade i Catalogue of Life.